# Albardón (departement)
Albardón is een departement in de Argentijnse provincie San Juan. Het departement (Spaans:  departamento) heeft een oppervlakte van 945 km² en telt 20.413 inwoners.

## Plaatsen in departement Albardón
- Campo Afuera
- El Rincón
- El Salado
- El Tapón
- La Cañada
- La Frontera
- La Laja
- Las Lomitas
- Las Tapias
- Obispo Zapata
- Villa Ampacama
- Villa General San Martín